# EZケータイアレンジ
EZケータイアレンジ（イージーケータイアレンジ）は、KDDI／沖縄セルラー電話の各auブランド（iidaブランドを含む）が提供しているCDMA 1X WIN向けのサービス。単にケータイアレンジ呼ばれる場合も。
この機能を利用すると、携帯電話の待ち受け画面やメニューの印象をがらっと変える事が可能。
全部の効果を一度に適用するか、あるいは待ち受け画面など個別に適用するかを選択できる。
トップメニューからのアクセスは、カテゴリ検索→待受・画像・キャラクター→EZケータイアレンジで出来る。
W56T、W54S、W54SA以降のKCP+対応機種においては、他社機種メニュー（アレンジメニュー）から、使い慣れた並びで操作する事も可能である（非対応機種は、利用できない旨が表示される）。

## 設定方法
データフォルダよりケータイアレンジ（またはEZケータイアレンジ等）フォルダを呼び出し、当該データの登録を行う。設定できる項目は、後述の項目を参照の事。なお、利用期間が設定されている場合もあり、期間を過ぎると利用できなくなるか、システム側で削除処理される。

## 設定可能な項目
メインメニュー、EZサービスメニュー、メインディスプレイ、サブディスプレイ、ピクト（電池・電波・時計）、音声着信画像、メール着信画像（Eメール・Cメール）、メール通信中画像、目覚まし画像、背景画像など。
なお、ダウンロードされたデータによっては、全種類設定できない場合もある。

## 補足
よくカスタモと混同される事があるが、カスタモがシャープ製ケータイのみの対応に対して、ケータイアレンジやきせかえツールあるいはカスタムスクリーンなどは各キャリアがシャープ製のみならず、対応機種に広くサポートするという点で異なる。